# Culicoides superfulvus
Culicoides superfulvus är en tvåvingeart som beskrevs av Gupta 1962. Culicoides superfulvus ingår i släktet Culicoides och familjen svidknott. Inga underarter finns listade i Catalogue of Life.